# Mitra bernhardina
Mitra bernhardina is een slakkensoort uit de familie van de Mitridae. De wetenschappelijke naam van de soort is voor het eerst geldig gepubliceerd in 1798 door Röding.